# South Fallsburg
South Fallsburg ist ein Weiler und Census-designated place im Sullivan County, New York, Vereinigte Staaten. Im Jahr 2010 hatte der Ort 2870 Einwohner. Er gehört zur Town of Fallsburg.

## Geographie
South Fallsburgs geographische Koordinaten lauten 41° 43′ N, 74° 38′ W (41,716489, −74,630279). South Fallsburg liegt an der Route 42 und grenzt an die Weiler Hurleyville, Fallsburg und das Village of Monticello.
Nach den Angaben des United States Census Bureau hat der CDP eine Gesamtfläche von 15,8 km², wovon 15,4 km² auf Land und 0,4 km² (= 2,53 %) auf Gewässer entfallen.

## Demographie
Zum Zeitpunkt des United States Census 2000 bewohnten South Fallsburg 2061 Personen. Die Bevölkerungsdichte betrug 132,6 Personen pro km². Es gab 1181 Wohneinheiten, durchschnittlich 76,0 pro km². Die Bevölkerung South Fallsburgs bestand zu 73,61 % aus Weißen, 17,95 % Schwarzen oder African American, 0,34 % Native American, 1,02 % Asian, 0,10 % Pacific Islander, 4,46 % gaben an, anderen Rassen anzugehören und 2,52 % nannten zwei oder mehr Rassen. 14,80 % der Bevölkerung erklärten, Hispanos oder Latinos jeglicher Rasse zu sein.
Die Bewohner South Fallsburgs verteilten sich auf 670 Haushalte, von denen in 35,5 % Kinder unter 18 Jahren lebten. 42,4 % der Haushalte stellten Verheiratete, 17,5 % hatten einen weiblichen Haushaltsvorstand ohne Ehemann und 36,6 % bildeten keine Familien. 29,9 % der Haushalte bestanden aus Einzelpersonen und in 11,8 % aller Haushalte lebte jemand im Alter von 65 Jahren oder mehr alleine. Die durchschnittliche Haushaltsgröße betrug 2,80 und die durchschnittliche Familiengröße 3,58 Personen.
Die Bevölkerung verteilte sich auf 32,2 % Minderjährige, 14,6 % 18–24-Jährige, 22,6 % 25–44-Jährige, 19,5 % 45–64-Jährige und 11,2 % im Alter von 65 Jahren oder mehr. Das Durchschnittsalter betrug 28 Jahre. Auf jeweils 100 Frauen entfielen 112,5 Männer. Bei den über 18-Jährigen entfielen auf 100 Frauen 104,2 Männer.
Das mittlere Haushaltseinkommen in South Fallsburg betrug 24.063 US-Dollar und das mittlere Familieneinkommen erreichte die Höhe von 30.938 US-Dollar. Das Durchschnittseinkommen der Männer betrug 31.250 US-Dollar, gegenüber 23.333 US-Dollar bei den Frauen. Das Pro-Kopf-Einkommen belief sich auf 14.144 US-Dollar. 26,0 % der Bevölkerung und 19,7 % der Familien hatten ein Einkommen unterhalb der Armutsgrenze, davon waren 42,5 % der Minderjährigen und 16,2 % der Altersgruppe 65 Jahre und mehr betroffen.

## Geschichte
South Fallsburg liegt im Herzen des Borscht Belts in den Catskill Mountains. In der Blütezeit des Ortes als Erholungsort gab es in dem Ort zahlreiche Sommerhotels, Bungalowkolonien und Pensionen. Das Rivoli Theatre entstand in dieser Zeit.
Das Raleigh Hotel, lange Zeit der größte Arbeitgeber South Fallsburgs, schloss im April 2006.